# سباستياو لازاروني
سباستياو لازاروني (بالبرتغالية: Sebastião Lazaroni‏)، من مواليد 25 سبتمبر 1950 في ريو دي جانيرو في البرازيل، وهو مدرب كرة قدم برازيلي، وقد عرف باستخدامه ليبرو في خطته مع منتخب البرازيل لكرة القدم المشارك في كأس العالم لكرة القدم 1990، ولكن هذه الخطة فشلت، وخرج المنتخب من الدور الثاني بعد أن خسر أمام منتخب الأرجنتين لكرة القدم.
وتحت قيادة لازاروني، لعب منتخب البرازيل لكرة القدم 35 مباراة وفاز في 21 مباراة وتعادل في 7 مباريات وخسر في 7 مباريات.

## الفرق التي دربها
1984 - 1986 : فلامنغو (البرازيل)
1987 - 1988 : نادي فاسكو دا غاما (البرازيل)
1988 : نادي الأهلي السعودي
1989 : بارانا (البرازيل)
1989 - 1990 : منتخب البرازيل لكرة القدم
1990 - 1992 : فيورنتينا (إيطاليا)
1992 - 1993 : نادي الهلال السعودي
1992 - 1993 : باري (إيطاليا)
1992 - 1993 : ليون (المكسيك)
1994 : نادي فاسكو دا غاما (البرازيل)
1996 - 1997 : فنربغشة (تركيا)
1999 : شانغهاي شينهوا (الصين)
2000 : منتخب جامايكا لكرة القدم
2000 - 2001 : بوتافوغو (البرازيل)
2001 - 2002 : يوكوهاما مارينوس (اليابان)
2003 - 2004 : نادي العربي الكويتي
2004 - 2005 : منتخب جامايكا لكرة القدم
2005 : جوفنتيود (البرازيل)
2006 : ترانزبور (تركيا)

## الألقاب التي حصل عليها
1986 : كأس كاريوكا (فلامنغو)
1987 : كأس كاريوكا (نادي فاسكو دا غاما)
1988 : كأس كاريوكا (نادي فاسكو دا غاما)
1989 : كوبا أمريكا (منتخب البرازيل لكرة القدم)
1992 : الدوري الياباني (يوكوهاما مارينوس)
1993 : كأس ولي العهد السعودي (نادي الهلال السعودي)
2009 : كأس ولي عهد دولة قطر (نـادي قطـر القطري)

## وصلات خارجية
- سباستياو لازاروني على موقع اتحاد تركيا (مدرب) (الإنجليزية)
- سباستياو لازاروني على موقع قاعدة بيانات كرة القدم.إي يو (الإنجليزية)
- سباستياو لازاروني على موقع بيانات كرة القدم. دي إي (الألمانية)
- سباستياو لازاروني على موقع Soccerway.com (الإنجليزية)
- سباستياو لازاروني على موقع عالم كرة القدم.نت (الإنجليزية)

1. ↑  "معلومات عن سباستياو لازاروني على موقع worldfootball.net". worldfootball.net. مؤرشف من الأصل في 2019-07-03.
2. ↑  "معلومات عن سباستياو لازاروني على موقع fussballdaten.de". fussballdaten.de. مؤرشف من الأصل في 2019-12-07. {{استشهاد ويب}}: |archive-date= / |archive-url= timestamp mismatch (مساعدة)
3. ↑  "معلومات عن سباستياو لازاروني على موقع footballdatabase.eu". footballdatabase.eu. مؤرشف من الأصل في 2019-09-02.